# Тагер, Арье
Арье Тагер (ивр. אריה תגר‎; 6 февраля 1900, Режица, Витебская губерния, Российская империя — 1967, Ашкелон, Израиль) — активный деятель сионистского движения в Латвии и ЮАС. Мэр Ашкелона (1956—1965).

## Биография
Арье Тагер родился в местечке Режица (ныне город Резекне) в семье Эльханана Тагера и Дворы Меерович. Получил традиционное еврейское образование. Продолжил учёбу в университетах Петрограда и Москвы. В 1915 по 1921 входил в центральный совет организации «Цеирей-Цион» в Риге. В 1922 по 1924 один из основателей и редакторов еврейских газет «Унзер Вег» и «Дер Вег» в Риге.
В 1925 эмигрировал в Эрец-Исраэль, поселившись в Ришон-ле-Ционе, входил в местный совет города. Через год эмигрировал в ЮАС, где принял активное участие в местной сионистской организации. Занимал пост председателя сионистской социалистической партии. Был членом Южно-Африканской сионистской федерации (в 1947—1952 заместитель председателя федерации). Писал статьи в «Ционист рекорд» (ЮАС).
В 1952 вернулся в уже независимый Израиль. Входил в управление мирового Керен А-Есод (1951—1960). В 1951—1956 член Исполнительного совета Всемирного сионистского конгресса. Участвовал в сионистских конгрессах (1927, 1946, 1951 и 1956). Занимал должность заместителя председателя израильского отделения Южно-Африканской федерации.
Активно участвовал в развитии и строительстве Ашкелона. В 1956 был избран мэром Ашкелона.
Именем Тагера назван бульвар в Ашкелоне.